# Policía de la Provincia de Santa Fe

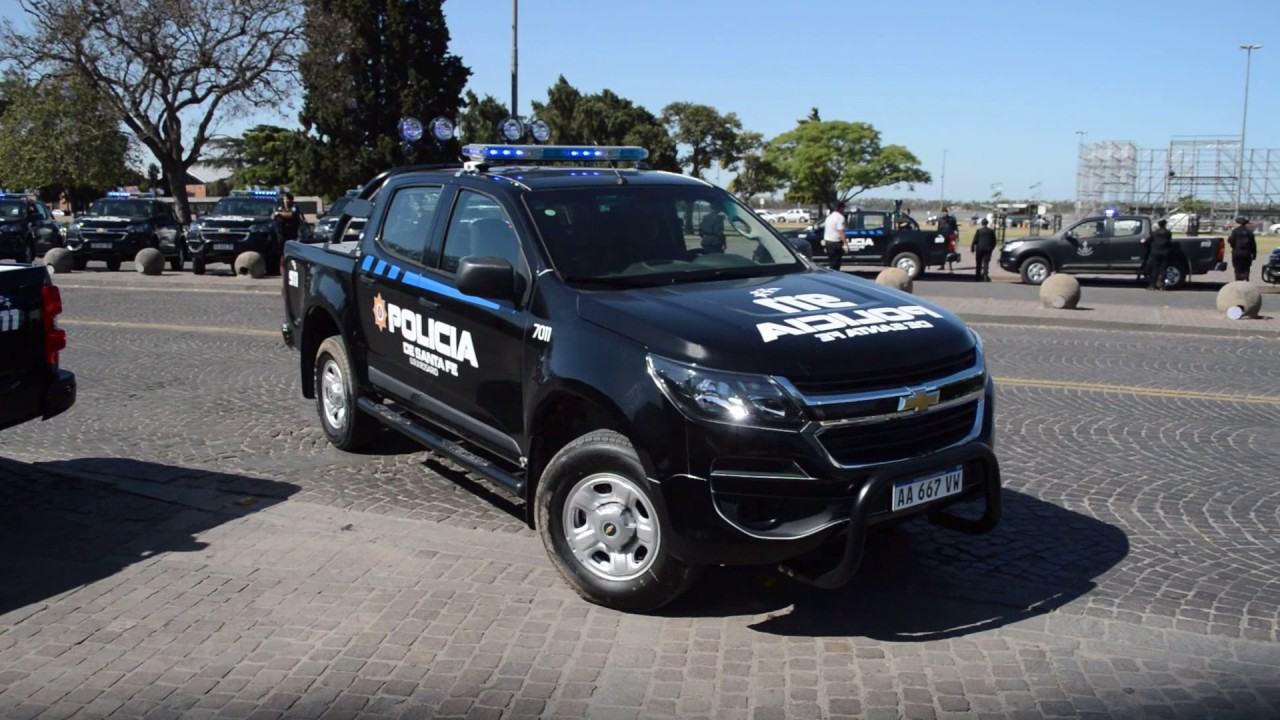
Patrullero de la Policía de la Provincia de Santa Fe

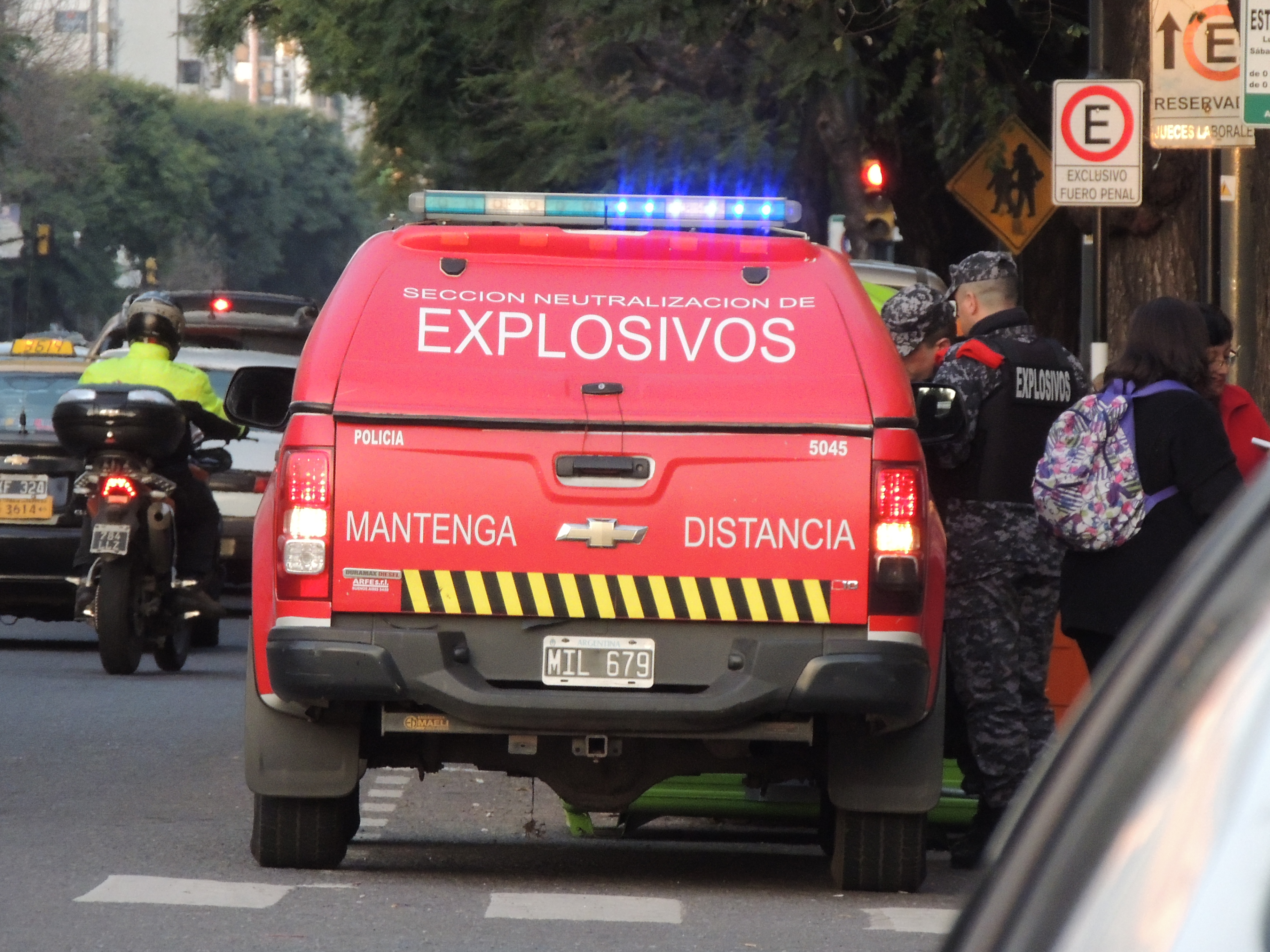
Sección de Neutralización de Explosivos de la Policía de la Provincia de Santa Fe

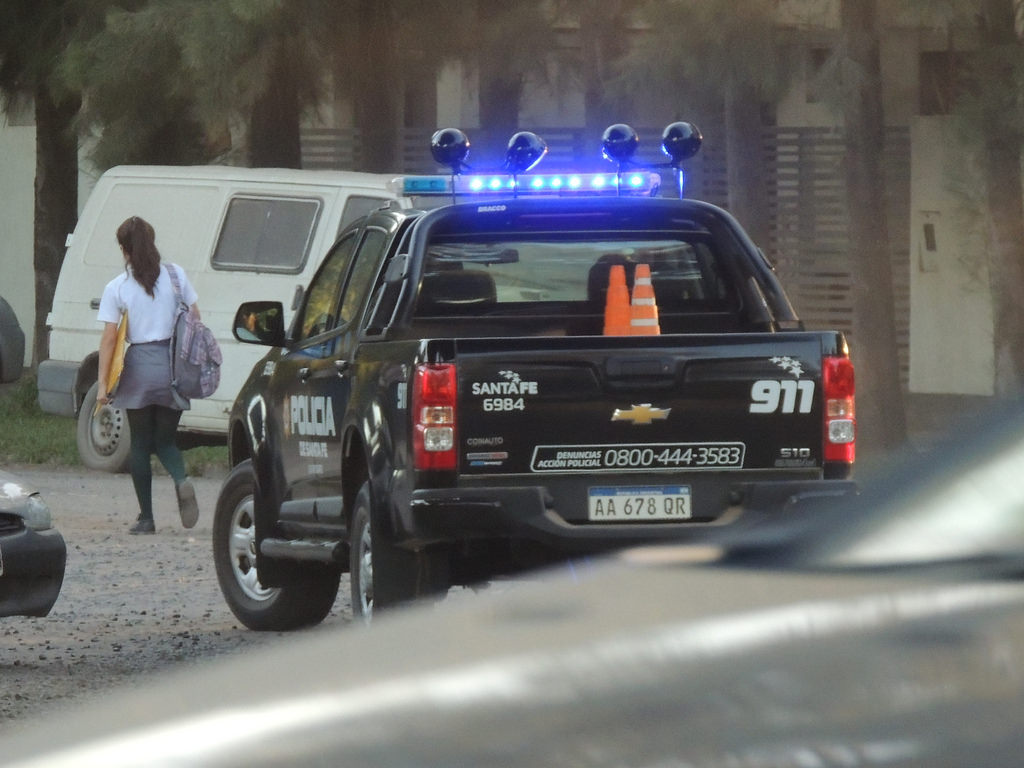
Una camioneta Chevrolet S10 de la Policía de Santa Fe (PSF) en la localidad de Funes

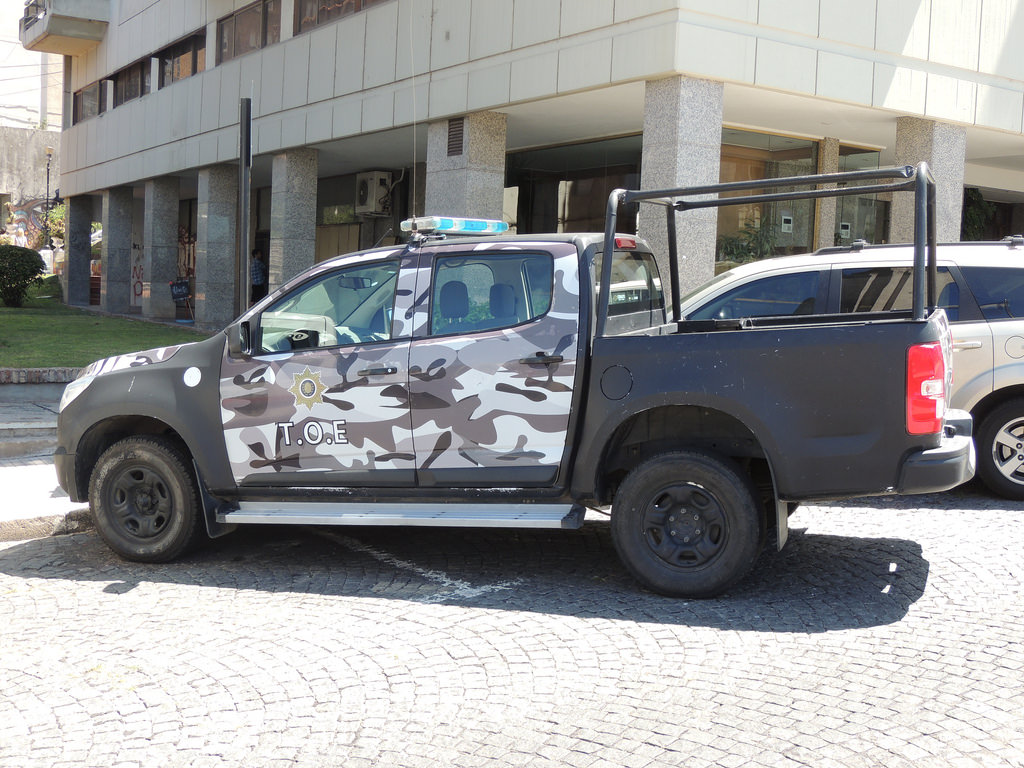
Unidad de las Tropas de Operaciones Especiales (TOE) de la Policía de la Provincia de Santa Fe (PSF) frente al Monumento a la Bandera de la ciudad de Rosario

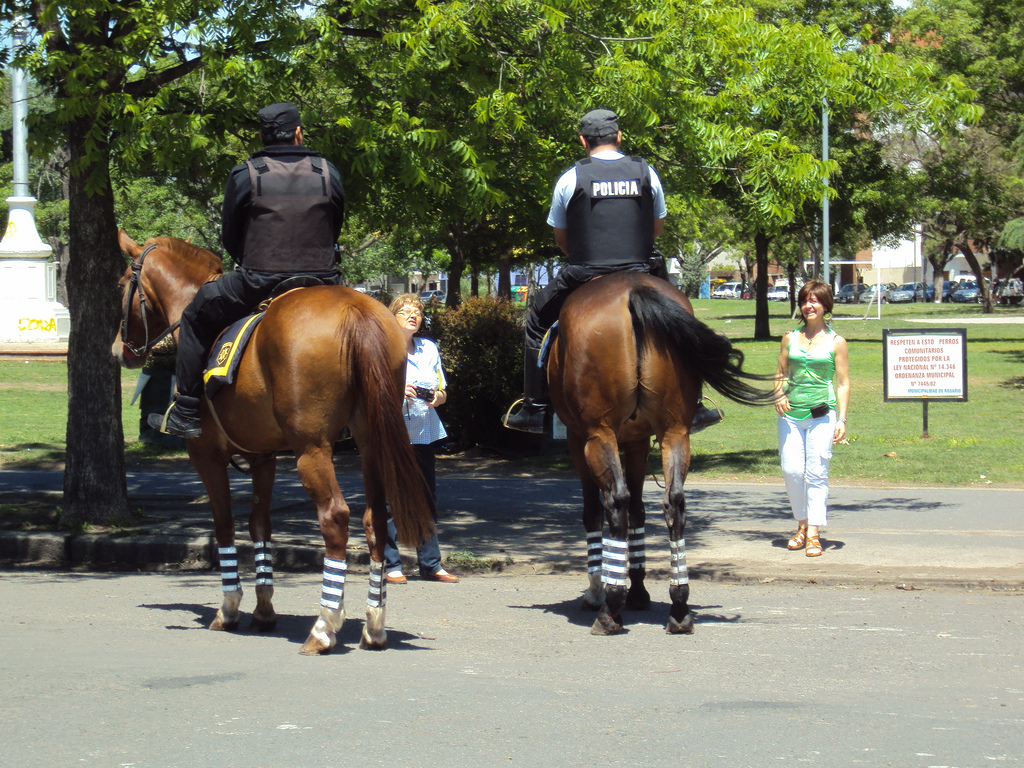
Dos efectivos de la división Policía Montada de la Policía de la Provincia de Santa Fe patrullando el Parque Urquiza de la ciudad de Rosario

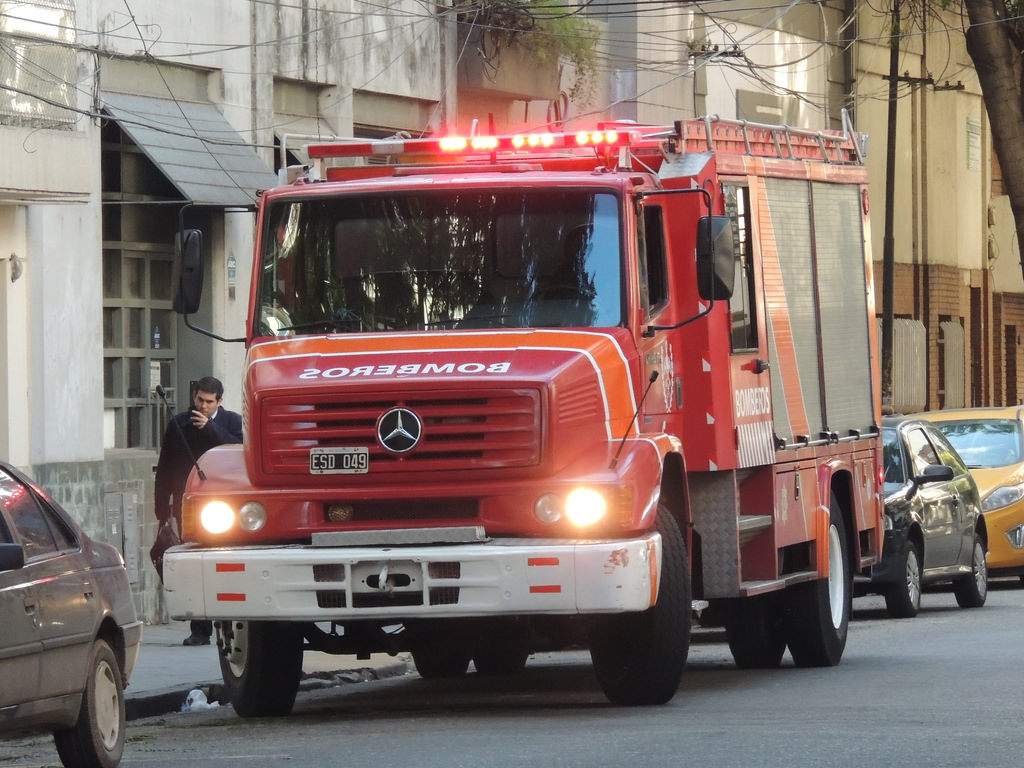
Una unidad de los División Bomberos de la Policía de la Provincia de Santa Fe (PSF) en la ciudad de Rosario

La Policía de Santa Fe vela por la seguridad pública en la Provincia de Santa Fe, Argentina. Depende del Ministerio de Seguridad provincial. La sede central que históricamente se encontró en la ciudad de Santa Fe, capital de la provincia, fue ocupada por el Ministerio de Seguridad provincial, quedando sin sede su Jefatura.
Para ser policía se requiere el título de “Auxiliar en Seguridad” otorgado por el Instituto de Seguridad Pública de la Provincia (I.Se.P.), luego de dos años de curso, según establece la Ley Provincial 12.333.

## Estructura
La escala jerárquica se agrupa en un cuadro único, de acuerdo a la Ley Provincial 12.521/2006, con estas denominaciones:
1. Suboficial de Policía
2. Oficial de Policía
3. Subinspector
4. Inspector
5. Subcomisario
6. Comisario
7. Comisario Supervisor
8. Subdirector de Policía
9. Director de Policía
10. Director general de Policía

El agrupamiento del personal policial es el siguiente:
1. Personal de ejecución: los grados de suboficial de policía, oficial de policía y subinspector.
2. Funcionarios de coordinación: los grados de inspector y subcomisario.
3. Funcionarios de supervisión: los grados de comisario y comisario Supervisor.
4. Funcionarios de dirección: los grados de subdirector de policía, director de policía y director general de policía.

## Unidades regionales
La Policía de la Provincia de Santa Fe está compuesta por 19 Unidades Regionales, a razón de una por cada Departamento que integra la Provincia, con asiento en la ciudad cabecera departamental:
1. Unidad regional I: Departamento La Capital - (Ciudad de Santa Fe)
2. Unidad regional II: Departamento Rosario - (Rosario)
3. Unidad regional III: Departamento Belgrano - (Las Rosas)
4. Unidad regional IV: Departamento Caseros - (Casilda)
5. Unidad regional V: Departamento Castellanos - (Rafaela)
6. Unidad regional VI: Departamento Constitución - (Villa Constitución)
7. Unidad regional VII: Departamento Garay - (Helvecia)
8. Unidad regional VIII: Departamento General López - (Melincué)
9. Unidad regional IX: Departamento General Obligado - (Reconquista)
10. Unidad regional X: Departamento Iriondo - (Cañada de Gómez)
11. Unidad regional XI: Departamento Las Colonias - (Esperanza)
12. Unidad regional XII: Departamento 9 de Julio - (Tostado)
13. Unidad regional XIII: Departamento San Cristóbal - (San Cristóbal)
14. Unidad regional XIV: Departamento San Javier - (San Javier)
15. Unidad regional XV: Departamento San Jerónimo - (Coronda)
16. Unidad regional XVI: Departamento San Justo - (San Justo)
17. Unidad regional XVII: Departamento San Lorenzo - (San Lorenzo)
18. Unidad regional XVIII: Departamento San Martín - (Sastre)
19. Unidad regional XIX: Departamento Vera - (Vera)

## Otras Dependencias y Departamentos
1. Dirección General de Seguridad Rural "Los Pumas" (D.G.S.R.)
2. Dirección General de Control y Prevención de Adicciones (D.G.C.P.A.)
3. Dirección General de Medicina Legal Policial (D.G.M.L.P.)
4. Dirección General de Guardia Provincial (D.G.G.P.)
5. Dirección General de Policía de Investigaciones (D.G.P.D.I.)
6. Dirección Especial de Prevención y Sanción del Delito de Trata de Personas
7. Dirección Provincial de Asuntos Internos Policiales (D.P.A.I.P.)
8. Policía de Acción Táctica (D.G.P.A.T.)
9. Unidad Especial de Protección de Testigos y Querellantes
10. Unidad Especial de Protección de Testigos y Víctimas Vulnerables (U.E.P. o U.E.P.T. y V.V.)
11. Compañía de Tropas de Operaciones Especiales (Ca.T.O.E.)
12. Departamento Personal (D.1)
13. Departamento Informaciones (D.2)
14. Departamento Operaciones (D.3)
15. Departamento Logística (D.4)
16. Departamento Judicial (D.5)
17. Unidad Especial Policial Casa de Gobierno (U.E.P.C.G.)
18. Dirección General Central OJO (D.G.Ce.OJO)[4]

## Historia
La historia de la Policía de la Provincia, encuentra sus raíces en la evolución de nuestras primeras Instituciones. La función de Policía, tal como la entendemos hoy, en un principio estuvo signada por la tarea de Alcaldes y Regidores en la Institución del Cabildo, sumándose a estos cargos el de Alcalde de la Hermandad y luego el de Aguacil Mayor, fundado en los múltiples trabajos que el Cabildo debía atender en su amplia área de influencia. El título de Aguacil Mayor, como primer cargo policial institucional, fue detentado por el Regidor Don Bernabé de Luxán, según se lee en los Folios 31 y 31 v, de las Actas del Cabildo de la ciudad de Santa Fe, del día 16 de agosto de 1578, en donde dice:
Bernabé de Luján presenta el título de alguacil mayor de Santa Fe, expedido por Juan de Garay el día 15 de agosto de 1578, y cuyo tenor se transcribe. Asume y jura el cargo.
De este modo se asume en Santa Fe colonial, la necesidad de poseer una institución con fuerza para ejecutar y hacer cumplir las órdenes del Cabildo y otorgar seguridad a la ciudad, ante las amenazas externas conforme relata Jorge Miguel Galvani Celso en su libro “Historia de la Policía de la provincia de Santa Fe”.
Agrega que el 31 de agosto de 1864, el gobierno de la provincia de Santa Fe pone en vigencia el Reglamento de Policía Urbana y Rural dado por el Ejecutivo el 20 de octubre de 1863 y sancionado por la Cámara de Representantes el 9 de agosto del mismo año. Su redacción se atribuye al doctor José M. Zuviría, a la sazón ministro de Gobierno del gobernador Don Patricio Cullen, aunque el reglamento citado fue promulgado por don José María Echagüe. 

### Derechos humanos

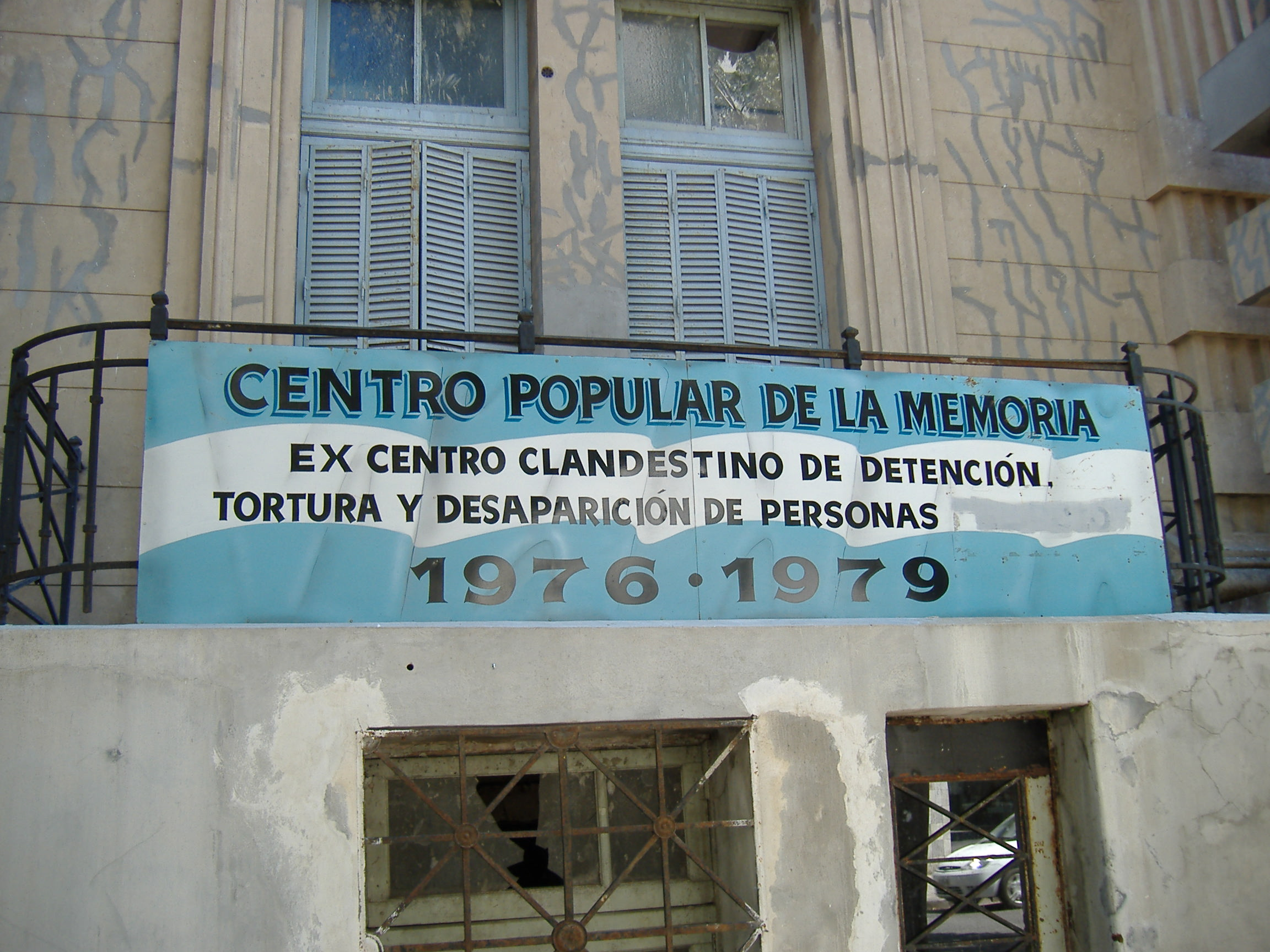
Letrero existente sobre la fachada de lo que fue el Servicio de Informaciones Policía de Santa Fe

Durante la dictadura militar autodenominada Proceso de Reorganización Nacional, la policía de Santa Fe fue parte del entramado represivo, contando entre sus integrantes a conocidos torturadores como Agustín Feced o José Rubén Lofiego. Dependencias policiales como el Servicio de informaciones de la Unidad Regional II se transformaron en centros clandestinos de detención.	 
Ya en democracia, un caso paradigmático de brutalidad policial fue el asesinato de Claudio "Pocho" Lepratti.	 

### Narcotráfico
En septiembre de 2012, la Policía de Seguridad Aeroportuaria (PSA) realizó una investigación sobre las redes de narcotráfico en la provincia de Santa Fe. En la misma se descubrió que la policía provincial custodiaba la red de distribución de droga y daba protección a narcotraficantes. El jefe de la policía santafesina, comisario mayor Hugo Tognoli, fue señalado como el líder de esta red y se dio a la fuga, aunque unos días después se entregó y declaró en la justicia. Además otros tres integrantes de la fuerza fueron detenidos en el marco del juicio que se lleva a cabo en el Juzgado Federal de Rosario. La suma de estas irregularidades dieron lugar a que también sea conocida como "La Santafesina SA".